# Михаил Еминеску (Ботошани)
Михаил Еминеску (рум. Mihail Eminescu) насеље је у Румунији у округу Ботошани. Oпштина се налази на надморској висини од 117 m.

## Становништво
Према подацима из 2011. године у насељу је живело 6451 становника.